# Национал-максимализм
Национал-максимализм — политическое течение в Русском зарубежье 20-30-х годов XX века.

## Введение
Национализм — политическая идеология, в основе которой лежит убеждение, что нация превыше всего.
Максимализм как идеология — это политическое направление, возникшее в партии социалистов-революционеров в 5-10-x годах XX-го века.

## Основные идеи
- Примат духовного начала над материальным, идей над интересами, общего над частным.
- Долг устроения жизни на основах христианской правды.
- Постановка проблемы по революционности как проблемы синтеза (дореволюционная Россия — тезис, революционная — антитезис).

Национал-максималисты выступали против идеологии коммунизма, но не против советской государственной системы: Советы как форма организации государственной власти их устраивали.
Концепция власти национал-максималистов предполагала установление «тотальной диктатуры», которая находила своё выражение в личной диктатуре «вождя».

## Сочетание с другими идеологиями
Национал-максимализм мог сочетаться с другими идеологиями, например с социализмом.
Национал-максималисты предлагали свою трактовку понятия «национализация революции», где соединяли национализм и социализм.
Идеология национализма в целом считается[кем?] гибкой и может сочетаться практически со всеми другими идеологиями, от консерватизма до анархизма.

## Рыночные отношения и экономика
Идеи национал-максималистов в области экономики и рыночных отношений включали:
- Сосуществование государственной и частной промышленности под общим контролем государства (планирование).
- Признание частно-хозяйственного начала в области трудовой земельной собственности.
- Поощрение коллективизации как формы добровольной кооперации.
- Развитие сети крупных государственных хозяйств для нужд экспорта и регулировки внутреннего хлебного рынка.
- Осуществление индустриализации, координированной с общей экономической конъюнктурой.

## Лидер(ы) движения
Князь Юрий Алексеевич Ширинский-Шихматов — инициатор и идеолог «Союза российских национал-максималистов», вождь национал-максималистского политического течения. Ширинский-Шихматов изложил концепцию национал-максимализма в докладе «Национал-большевизм и свободно-избранные Советы как путь к национализации революции». В 1930-1933-гг Ширинский-Шихматов был избран председателем Объединения пореволюционных течений и председателем исполкома Пореволюционного клуба. В годы Второй мировой войны выступал в поддержку СССР, был арестован гестапо и заключён в концлагерь Аушвиц, где погиб 17 августа 1942 года.